# 雙泡副脊介
雙泡副脊介（学名：Paranesidea bipustulosa）为土菱介科副脊介屬下的一个种。